# BR Fernsehen
BR Fernsehen – niemiecka stacja telewizyjna należąca do bawarskiego publicznego nadawcy radiowo-telewizyjnego Bayerischer Rundfunk (BR) i pełniąca w Bawarii rolę trzeciego programu telewizji publicznej. Podobnie jak w przypadku innych regionalnych stacji telewizyjnych ARD, większość ramówki stanowią treści o charakterze lokalnym i regionalnym, w przeważającej mierze produkowane przez samego nadawcę lub na jego zlecenie. Uzupełniająco emitowane są też audycje innych członków ARD.
Stacja dostępna jest w Bawarii w cyfrowym przekazie naziemnym oraz we wszystkich sieciach kablowych. Niektóre pasma informacyjne są rozszczepiane, przez co stacja występuje w dwóch mutacjach: dla północnej oraz południowej Bawarii. Można ją również oglądać w niekodowanym przekazie z trzech satelitów firmy Astra.